# Forêt domaniale de Larfeuil
La forêt de Larfeuil est une forêt domaniale située dans le département français de la Corrèze, sur le plateau de Millevaches, entre Bugeat et Égletons. Elle est divisée en plusieurs parties non contiguës, comprenant trois sections principales et cinq portions secondaires.
D'une superficie de 787 ha, elle s'étend sur cinq communes différentes : Bonnefond, Gourdon-Murat, Grandsaigne, Pérols-sur-Vézère et Pradines. Son altitude maximale est de 938 m, au niveau de la Fontchaunade, à Pérols-sur-Vézère.
Elle est bordée de plusieurs autres forêts publiques, comme les forêts sectionales de Mazaleyrat, de Chazalvieil et de la Nocaudie, respectivement situées à l'ouest, au sud, et à l'est.
C'est l'une des principales forêts domaniales de la montagne limousine, avec les forêts de Chaud, de Chamboux, de Mérignat et du Longéroux, et c'est la plus étendue du Limousin. Elle est comprise dans le périmètre du Parc naturel régional de Millevaches en Limousin.

## Description
La forêt de Larfeuil se situe dans la partie méridionale du plateau de Millevaches, à environ 10 km à l'ouest de Meymac, 12 km au nord-nord-ouest d'Égletons et 9 km au sud-est de Bugeat. Elle est proche, dans sa partie la plus occidentale, du massif des Monédières, distant de 6 km environ.
Sa partie principale, située à l'ouest (communes de Bonnefond, Grandsaigne, Gourdon-Murat et Pradines) mesure au maximum 6 km du nord au sud. Elle abrite notamment le lieu-dit Larfeuil, sur la commune de Bonnefond, ainsi que le village de Clédat. Cette portion est séparée des deux autres parties principales, à l'est, d'environ 3,5 km. La plus septentrionale de ces dernières comprend la source de la Corrèze.

## Histoire
La forêt de Larfeuil est propriété de l'État depuis 1960.

## Exploitation
La forêt de Larfeuil est titulaire du label FSC, attestant une gestion durable.